# Leginy (Bartoszyce)
Leginy (deutsch Legienen) ist ein Dorf in der polnischen Woiwodschaft Ermland-Masuren. Es gehört zur Gmina Bartoszyce (Landgemeinde Bartenstein) im Powiat Bartoszycki (Kreis Bartenstein).

## Geographische Lage
Leginy liegt im östlichen Norden der Woiwodschaft Ermland-Masuren, sieben Kilometer südlich der polnisch-russischen Staatsgrenze zur Oblast Kaliningrad und fünf Kilometer nördlich der Kreisstadt Bartoszyce (deutsch Bartenstein).

## Geschichte
Das kleine nach 1820 Leginen genannte Dorf wurde 1874 in den neu errichteten Amtsbezirk Liekeim (polnisch Nalikajmy) eingegliedert. Er gehörte bis 1927 zum Kreis Friedland, der dann in „Kreis Bartenstein“ umbenannt wurde, und der seinerseits Teil des Regierungsbezirks Königsberg in der preußischen Provinz Ostpreußen war.
148 Einwohner waren 1905 in Legienen registriert, 1910 waren es 142 und 1939 noch 130.
Im Jahre 1945 wurde das südliche Ostpreußen in Kriegsfolge an Polen überstellt. Davon war auch Legienen betroffen. Das Dorf erhielt die polnische Namensform „Leginy“ und ist heute eine Ortschaft in der Landgemeinde Bartoszyce (Bartenstein) im Powiat Bartoszycki (Kreis Bartenstein), bis 1998 der Woiwodschaft Olsztyn, seither der Woiwodschaft Ermland-Masuren zugehörig. 2011 waren in Leginy 65 Einwohner gemeldet.

## Kirche
Bis 1945 war Legienen in die evangelische Kirche St. Johann in Bartenstein in der Kirchenprovinz Ostpreußen der Kirche der Altpreußischen Union sowie in die katholische Kirche St. Bruno in Bartenstein im Bistum Ermland eingepfarrt.
Der Bezug nach Bartoszyce zur evangelischen Kirchengemeinde ist auch heute gegeben. Die Stadt ist heute allerdings eine Filialgemeinde der Pfarrei Kętrzyn (Rastenburg) in der Diözese Masuren der Evangelisch-Augsburgischen Kirche in Polen. Katholischerseits besteht die Orientierung ebenfalls nach Bartoszyce, jetzt  im Erzbistum Ermland in der polnischen katholischen Kirche zugehörig.

## Verkehr
Leginy liegt an der Woiwodschaftsstraße 512, die – vom Powiat Braniewski (Kreis Braunsberg) her kommend – den Powiat Bartoszycki durchzieht und bis an die polnisch-russische Staatsgrenze bei Szczurkowo (Schönbruch) führt. Einen Anschluss an den Bahnverkehr gibt es nicht.